# Tønsbergs domkyrka
Tønsbergs domkyrka (bokmålsnorska: Tønsberg domkirke) är domkyrkan för Tunsbergs stift och ligger i Tønsberg i Norge.

## Uppförande och arkitektur
Den byggdes 1858 i tegel och rymmer 550 personer. Arkitekt var Christian Heinrich Grosch. Kyrkan var ursprungligen i nygotisk stil men interiört fick den en mer medeltida prägel efter restaureringen 1939 av  arkitekt Arnstein Arneberg då gotiska valvkonstruktioner togs bort medan pelare och innertak fick nytt utseende. Den fick en rikare utsmyckning samt en del inventarier såsom altartavla och predikstol från två rivna kyrkor i Tønsberg.
I kyrktornet finns tre klockor. Den äldsta, från 1530 kommer från den rivna Mariakirken och en från 1685 har hängt i Lavranskirken. Den  största göts i samband med renoveringen 1939. Kyrkogården har gjorts om till park.

## Ställning som domkyrka
Kyrkan blev domkyrka 1948, då Tunsbergs stift bildades genom avknoppning från Oslo stift.
Vid 1936 års biskopsmöte framkom det att Oslo stift omfattade nästan en tredjedel av landets befolkning. Uppdraget var för stort för en enda biskop. Därför föreslog biskopsmötet att Buskerud och Vestfold fylke skulle avskiljas till ett nytt stift. Förslaget hann dock aldrig genomföras innan Andra världskriget bröt ut, Först 1947, efter att 250 präster i Oslo stift begärt en ny stiftsindelning, beslutade Odelstinget den 24 november 1947 enligt biskopsmötets förslag.
I fråga om var biskopssätet skulle ligga fanns två huvudsakliga förslag: Drammen och Tønsberg. Tunsbergs stift framhåller själva som förklaring att Tønsbergs långa historia som Norges äldsta stad och möjligheten att biskopar under medeltiden bott på gården Teie vid Tønsberg.
Det nya stiftet bildades formellt 1 juli 1948, då den förste biskopen av Tunsberg, Bjarne Skard, tillträdde.

## Tidigare kyrka på platsen

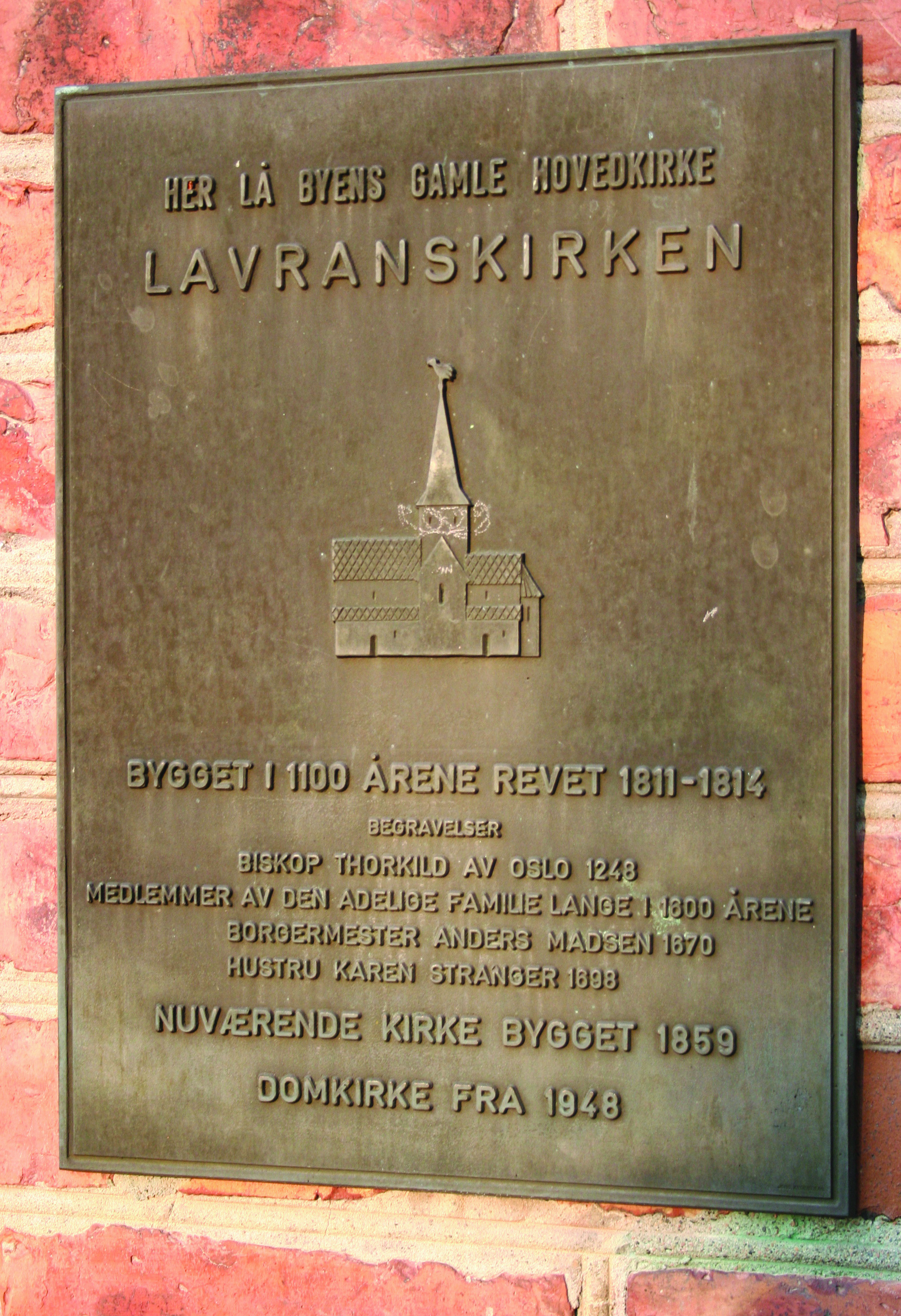
Minnesplaketten vid ingången till Tønsbergs domkyrka påminner om den medeltida Lavranskyrken som låg på platsen fram till 1800-talets början.

Staden Tønsberg har en förhistoria som betydande kristet centrum, och i Olav den heliges saga nämns att redan 1018 fanns en kyrka på samma plats där Tønsbergs domkyrka ligger idag. Den äldre kyrkan var troligen Lavranskyrkan, helgad till Sankt Laurentius, som senare blev den huvudsakliga församlingskyrkan i Tønsberg. På grund av kyrkans utformning har historiker föreslagit att Lavranskyrkan kan ha varit det första biskopssätet på Østlandet, med gården Teie som biskopsresidens. Under medeltiden fanns ett kollegialkapitel bestående av prästerna vid Lavranskyrkan, under ledning av en prost. Lavranskyrkan revs i början av 1800-talet, ruinerna finns under den nuvarande domkyrkan och det enda som är synligt idag är ett minnesmärke på domkyrkans vägg.